# 赵蕤
赵蕤（？—？），字太宾，又字云卿，唐代纵横家。赵蕤和李白是唐代的“蜀中二杰”，以“赵蕤术数，李白文章”并称。

## 生平
赵熟读百家书，长于韬略，生于开元盛世，朝廷召之，不赴，长隐于安昌岩，从事著述，撰写《长短经》（又叫《反经》），探究治国安邦的大道理。该书大约完成于开元四年（公元716年），共九卷64篇，集诸子百家之大成，黑白相济，以谋略为经，以历史为纬，记述国家兴亡，权变谋略、举荐贤能、人间善恶四大内容，又以权谋政治和知人善任两个重点为核心。据传该书面世后，李白曾慕名前来拜访，拜赵为师一年有余，对李白产生了深远的影响。安史之亂爆發，赵蕤仍“从事于《易》，虽离乱中未曾释卷。”。大约卒於平亂後不久。《旧唐书》與《新唐书》皆無傳。
人们习惯把司马光的《资治通鉴》叫“正经”，把赵蕤的《长短经》叫“反经”。

## 家族
先祖赵宾，西汉汉宣帝（前73年-前49年在位）时蜀中《易》学大师，其中赵的后代定居于剑南道州盐亭赵村，尚有《赵氏族变谱》可查。